# Содержание в дисциплинарной воинской части
Содержание в дисциплинарной воинской части — вид уголовного наказания, заключающийся в принудительном направлении осуждённого на определённый срок в дисциплинарную воинскую часть, в которой он подвергается исправительному воздействию, чему способствует специальный режим, установленный в такой части.

## В уголовном праве России

### История
Уголовный кодекс РСФСР 1960 года предусматривал наказание в виде направления в дисциплинарный батальон (роту). Данное наказание применялось весьма часто: оно назначалось примерно половине военнослужащих срочной службы, совершивших преступления, не представлявшие большой общественной опасности. Данное наказание считалось весьма эффективным, в том числе благодаря тому, что осуждённые одновременно с отбыванием наказания могли выполнять обязанности военной службы.

### Общие положения
Нормы о содержании в дисциплинарной воинской части содержатся в статьях 44 и 55 Уголовного кодекса Российской Федерации 1996 года и в главе 20 Уголовно-исполнительного кодекса Российской Федерации 1996 года. Это основной вид наказания.
Сущность данного наказания заключается в содержании осуждённого в специализированной дисциплинарной воинской части, в которой установлены строгие требования к соблюдению дисциплины, а также в привлечении осуждённого к труду.

### Лица, которым назначается наказание
Содержание в дисциплинарной воинской части назначается:
- военнослужащим, проходящим военную службу по призыву;
- военнослужащим, проходящим военную службу по контракту на должностях рядового и сержантского состава, если они на момент вынесения судом приговора не отслужили установленного законом срока службы по призыву.

Также к указанным лицам приравниваются курсанты военных учебных заведений, если они до поступления в них не отслужили военную службу по призыву, и военные строители.

### Сроки
Это наказание устанавливается на срок от трёх месяцев до двух лет в случаях, предусмотренных соответствующими статьями Особенной части Уголовного кодекса Российской Федерации 1996 года за совершение преступлений против военной службы, а также в случаях, когда характер преступления и личность виновного свидетельствуют о возможности замены лишения свободы на срок не свыше двух лет содержанием осуждённого в дисциплинарной воинской части на тот же срок. При содержании в дисциплинарной воинской части вместо лишения свободы срок содержания в такой части определяется из расчёта один день лишения свободы за один день содержания в части.

### Места отбывания наказания
Военнослужащие, осуждённые к содержанию в дисциплинарной воинской части, отбывают наказание в отдельных дисциплинарных батальонах или отдельных дисциплинарных ротах. В дисциплинарной воинской части устанавливается порядок исполнения и отбывания наказания, обеспечивающий:
- исправление осуждённых военнослужащих;
- воспитание у них воинской дисциплины, сознательного отношения к военной службе;
- исполнение возложенных на них воинских обязанностей и требований по военной подготовке;
- реализацию их прав и законных интересов;
- охрану осуждённых военнослужащих и надзор за ними;
- личную безопасность осуждённых и персонала воинской части.

Функционирование дисциплинарных воинских частей осуществляется на основании Постановления Правительства России от 4 июня 1997 года № 669 «Об утверждении Положения о дисциплинарной воинской части».
Дисциплинарные воинские части создаются и ликвидируются приказами Министра обороны Российской Федерации по представлению командующих войсками военных округов (командующих флотами). Организационная структура дисциплинарных воинских частей и их численность определяются Министерством обороны Российской Федерации. Общее руководство дисциплинарными воинскими частями возлагается на командующих войсками военных округов (командующих флотами).
В России в настоящий момент действуют 2 дисциплинарные воинские части:
- 28-й отдельный дисциплинарный батальон (одисб), поселок Мулино, Нижегородская область, Западный военный округ, В/Ч № 12801;
- 36-й отдельный дисциплинарный батальон (одисб), поселок Каштак, Забайкальский край, Восточный военный округ, В/Ч № 44311;

### Режим отбывания наказания
Осуждённые военнослужащие обязаны соблюдать требования режима, установленные в дисциплинарной воинской части.
В период отбывания содержания в дисциплинарной воинской части все осуждённые военнослужащие независимо от их воинского звания и ранее занимаемой должности находятся на положении солдат или матросов и носят единые установленные для данной дисциплинарной воинской части форму одежды и знаки различия.
Осуждённым разрешается иметь при себе вещи и предметы, перечень и количество которых устанавливаются правилами отбывания уголовных наказаний осуждёнными военнослужащими. Хранение вещей и предметов, не указанных в перечне, не допускается, а при их обнаружении они изымаются и хранятся в соответствии с данными правилами до отбытия срока наказания. Предметы и вещества, изъятые из оборота, (например, оружие, наркотические средства), обнаруженные у осуждённых военнослужащих, передаются на хранение либо уничтожаются по приказу командира дисциплинарной воинской части.
Осуждённые имеют право на краткосрочные и длительные свидания. Краткосрочные свидания предоставляются два раза в месяц продолжительностью до четырёх часов. Длительные свидания возможны только с близкими родственниками, а с разрешения командира дисциплинарной воинской части — с иными лицами четыре раза в течение года продолжительностью до трёх суток с правом совместного проживания в специально оборудованном помещении дисциплинарной воинской части либо, по усмотрению командира дисциплинарной воинской части, за её пределами. На время длительного свидания осуждённые военнослужащие освобождаются от исполнения служебных обязанностей, от работы и занятий. По просьбе осуждённого краткосрочное или длительное свидание может быть заменено телефонным разговором. Кроме того, для получения юридической помощи осуждённым военнослужащим по их заявлению предоставляются свидания (в том числе наедине) с адвокатами или иными лицами, имеющими право на оказание юридической помощи. Количество таких свиданий не ограничивается. К осуждённым, арестованным в дисциплинарном порядке, по их просьбе приглашаются священнослужители.
Осуждённые военнослужащие имеют право на получение одной посылки в месяц, передач при свиданиях, бандеролей без ограничения их количества. Посылки, передачи и бандероли вскрываются, их содержимое под контролем представителя дисциплинарной воинской части извлекается осуждёнными военнослужащими, которым они адресованы. Если при вскрытии посылки, передачи или бандероли обнаруживаются предметы, которые осуждённому иметь запрещено, они изымаются и хранятся вместе с другими его личными вещами до отбытия срока наказания; а предметы, изъятые из оборота, изымаются и осуждённому военнослужащему не возвращаются. Деньги, поступившие на имя осуждённых военнослужащих, зачисляются на их лицевые счета.
Осуждённые военнослужащие имеют право получать и отправлять письма и телеграммы без ограничения их количества. Вручение поступивших писем производится представителем дисциплинарной воинской части, под контролем которого осуждённые военнослужащие обязаны их вскрывать. Обнаруженные при этом запрещённые вложения изымаются. Содержание же самих писем и телеграмм не проверяется.
Осуждённые военнослужащие имеют право ежемесячно приобретать продукты питания и предметы первой необходимости на средства, находящиеся на их лицевых счетах, в размере, равном трём минимальным размерам оплаты труда, а также расходовать на эти нужды причитающееся ежемесячное денежное содержание в полном размере.
В связи с исключительными личными обстоятельствами (например, смерть или тяжёлая болезнь близкого родственника, угрожающая жизни больного; стихийное бедствие, причинившее значительный материальный ущерб осуждённому военнослужащему или его семье) осуждённому может быть разрешён краткосрочный выезд за пределы дисциплинарной воинской части продолжительностью до семи суток, не считая времени проезда туда и обратно. В этом случае время его нахождения вне пределов дисциплинарной воинской части засчитывается в срок отбывания наказания. Отпуска, предусмотренные для военнослужащих, осуждённым не предоставляются.

### Трудовая деятельность осуждённых
Осуждённые военнослужащие привлекаются к труду на объектах дисциплинарной воинской части либо на других объектах, определяемых Министерством обороны Российской Федерации, а также для выполнения работ по обустройству дисциплинарной воинской части. При невозможности обеспечения осуждённых работой на указанных объектах они могут привлекаться к труду в других организациях при соблюдении требований режима дисциплинарной воинской части. Стоимость выполненных осуждёнными работ определяется по расценкам, установленным в организациях, в которых они работают. Из заработной платы, начисленной осуждённым, 50 процентов перечисляется на счёт дисциплинарной воинской части для возмещения расходов на содержание осуждённых военнослужащих, для обустройства дисциплинарной воинской части, создания и развития собственной производственной базы, образования фонда материального поощрения и решения социально-бытовых нужд осуждённых. Остальная часть заработной платы зачисляется на лицевые счета осуждённых.

### Поощрения и взыскания
Осуждённые военнослужащие, характеризующиеся примерным поведением, добросовестным отношением к военной службе и труду, по отбытии не менее одной трети срока наказания приказом командира дисциплинарной воинской части могут быть переведены в облегчённые условия отбывания наказания. Облегчённые условия предполагают, что осуждённым разрешено:
- расходовать на приобретение продуктов питания и предметов первой необходимости средства, имеющиеся на их лицевых счетах, без ограничения;
- иметь дополнительно два длительных свидания в течение года;
- иметь краткосрочные и длительные свидания за пределами дисциплинарной воинской части;
- передвигаться без конвоя за пределами дисциплинарной воинской части, если это необходимо по характеру исполняемых служебных обязанностей.

Осуждённые военнослужащие, отбывающие наказание в облегченных условиях, в порядке взыскания могут быть переведены в обычные условия отбывания наказания, при этом повторный перевод в облегчённые условия производится не ранее чем через три месяца отбывания наказания в обычных условиях.
К осуждённым военнослужащим применяются следующие меры поощрения:
- благодарность;
- награждение подарком;
- денежная премия;
- разрешение на одно дополнительное краткосрочное или длительное свидание либо на телефонный разговор с родственниками;
- досрочное снятие ранее наложенного взыскания.

В целях дальнейшего исправления осуждённые военнослужащие, характеризующиеся примерным поведением, добросовестным отношением к военной службе и труду, могут быть представлены командиром дисциплинарной воинской части к замене неотбытой части наказания более мягким видом наказания.
К осуждённым военнослужащим применяются следующие меры взыскания:
- выговор;
- строгий выговор;
- арест в дисциплинарном порядке до 30 суток (в одиночных камерах на гауптвахте дисциплинарной воинской части).

### Содержание в дисциплинарной части и военная служба
Время пребывания осуждённого военнослужащего в дисциплинарной воинской части в общий срок военной службы не засчитывается. Однако, для осуждённых, овладевших воинской специальностью, знающих и точно выполняющих требования воинских уставов и безупречно несущих службу, освобождаемых из дисциплинарной воинской части после истечения срока их призыва, может быть сделано исключение.

## Практика назначения
Данный вид наказания применяется в России крайне редко, причем в 2010-е годы число подвергнутых ему резко сократилось: в 2010 году содержание в дисциплинарной воинской части было назначено 503 лицам, а в 2014 году только 181.